# Ликомед
Ликомед (др.-греч. Λῠκομήδης) — в древнегреческой мифологии царь острова Скирос, «долоповой земли». Покорил долопов. Сын Аполлона и Парфенопы.
Скиросцы хорошо приняли Тесея из-за его славы, и Ликомед позавидовал ему. Убил Тесея, столкнув его в пропасть с самой высокой горы острова.
Отец нескольких дочерей, одной из которых была Деидамия. Помог Фетиде скрыть её сына Ахилла во время организации похода на Трою. Юноша скрывался среди царских дочерей, переодевшись в женские одежды.